# Prix Chauvenet
Pour les articles homonymes, voir Chauvenet.
Le prix Chauvenet est un pris décerné annuellement par l'Association mathématique d'Amérique (Mathematical Association of America) afin de récompenser des articles de qualité,pouvant traiter de tout sujet des mathématiques, parus dans des revues scientifiques. Il consiste en l'attribution de 1 000 dollars US et d'un certificat. La seule condition pour être éligible à ce prix est d'être membre de l'association qui remet cette distinction.
Le prix est ainsi nommé en l'honneur du professeur de mathématiques américain William Chauvenet. Il existe grâce à un don de Julian Coolidge en 1925.

## Liste des lauréats
- 1925 Gilbert Ames Bliss
- 1929 Theophil Henry Hildebrandt
- 1932 Godfrey Harold Hardy
- 1935 Dunham Jackson
- 1938 G. T. Whyburn (en)
- 1941 Saunders MacLane
- 1944 Robert Horton Cameron
- 1947 Paul Halmos
- 1950 Mark Kac
- 1953 Edward J. McShane
- 1956 Richard H. Bruck
- 1960 Cornelius Lanczos
- 1963 Philip J. Davis
- 1964 Leon Henkin (en)
- 1965 Jack K. Hale (en) et Joseph P. LaSalle (en)
- 1967 Guido Weiss (en)
- 1968 Mark Kac
- 1970 Shiing-Shen Chern
- 1971 Norman Levinson
- 1972 François Trèves
- 1973 Carl D. Olds
- 1974 Peter Lax
- 1975 Martin Davis et Reuben Hersh
- 1976 Lawrence Zalcman
- 1977 Gilbert Strang
- 1978 Shreeram S. Abhyankar
- 1979 Neil Sloane
- 1980 Heinz Bauer
- 1981 Kenneth I. Gross
- 1984 Arthur Knoebel (de)
- 1985 Carl Pomerance
- 1986 George Miel
- 1987 James H. Wilkinson
- 1988 Stephen Smale
- 1989 Jacob Korevaar
- 1990 David Allen Hoffman (de)
- 1991 W. B. R. Lickorish et Kenneth Millett (en)
- 1992 Steven G. Krantz
- 1993 David H. Bailey, Jonathan M. Borwein et Peter B. Borwein
- 1994 Barry Mazur
- 1995 Donald Gene Saari
- 1996 Joan Birman
- 1997 Thomas Hawkins
- 1998 Alan Edelman et Eric Kostlan
- 1999 Michael Rosen
- 2000 Don Zagier
- 2001 Carolyn Gordon et David Webb
- 2002 Ellen Gethner, Stan Wagon et Brian Wick
- 2003 Thomas Hales
- 2004 Edward Burger (en)
- 2005 John Stillwell
- 2006 Florian Pfender et Günter M. Ziegler
- 2007 Andrew J. Simoson
- 2008 Andrew Granville
- 2009 Harold P. Boas
- 2010 Brian J. McCartin
- 2011 Bjorn Poonen
- 2012 Dennis DeTurck, Herman Gluck, Daniel Pomerleano et David Shea Vela-Vick
- 2013 Robert Ghrist
- 2014 Ravi Vakil[1]
- 2015 Dana Mackenzie
- 2016 Susan H. Marshall et Donald R. Smith
- 2017 Mark Schilling
- 2018 Daniel J. Velleman[2]
- 2019 Tom Leinster[3]
- 2020 Vladimir Pozdnyakov et J. Michael Steele[4],[5].
- 2021 Travis Kowalski[6],[7]
- 2022 William Dunham, Ezra Brown et Matthew Crawford
- 2023 Jonas Eliasson et Kimmo Eriksson[8],[9]
- 2024 Jeffrey Whitmer